# Königsberger Klopse

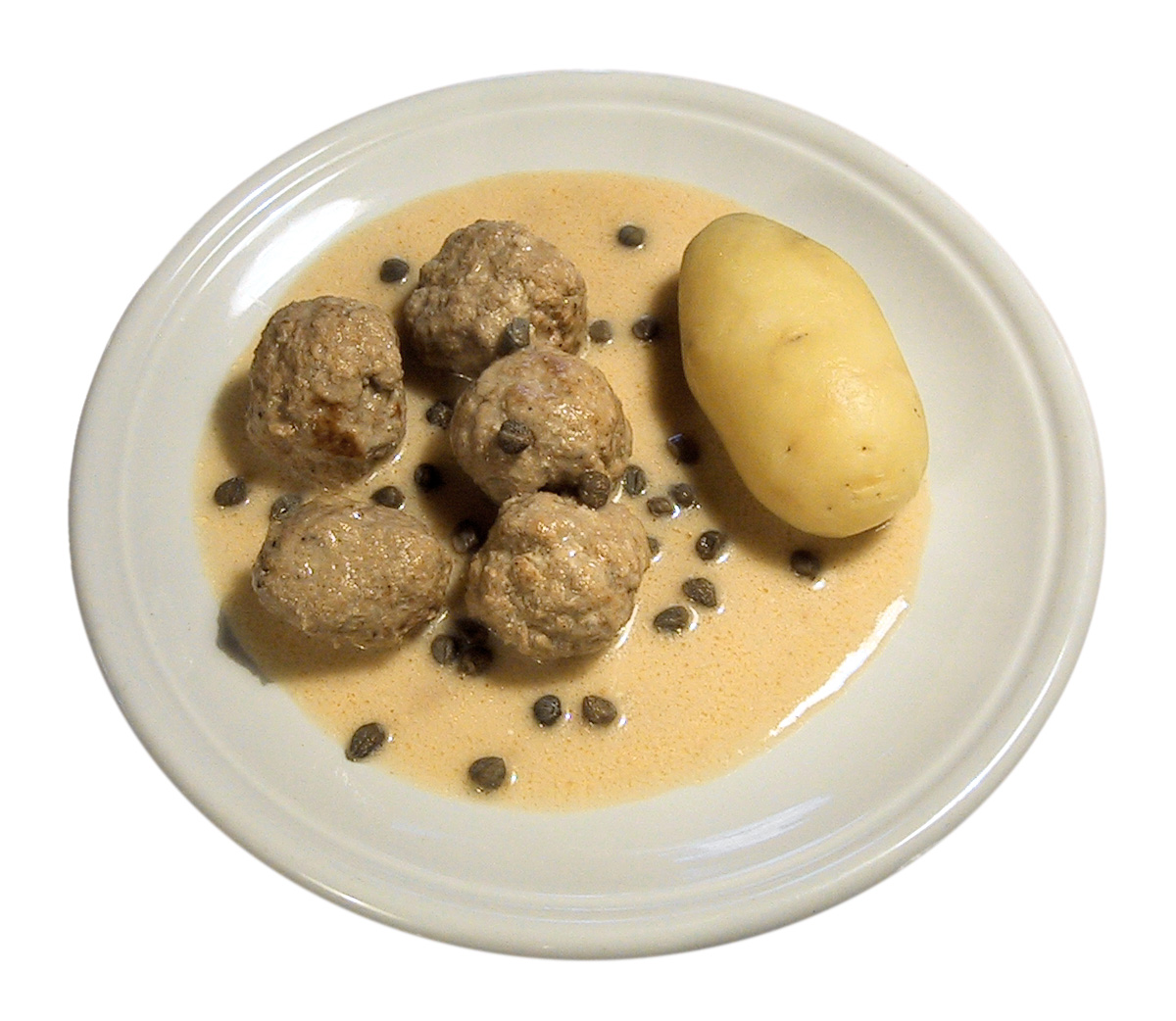
Königsberger Klopse

Königsberger Klopse (significando almôndegas de Königsberg, em alemão), também conhecido como Soßklopse, é um prato tradicional da antiga Prússia Oriental e, em particular, da antiga cidade de Königsberg, hoje conhecida como Caliningrado. Consiste em almôndegas com um molho béchamel com alcaparras. 

## História
Tendo recebido o seu nome a partir da antiga cidade prussa de Königsberg, era considerado uma das glórias gastronómicas da Prússia Oriental. Na extinta República Democrática Alemã (RDA), era oficialmente designado como Kochklopse ("almôndegas cozidas"), de forma a apagar qualquer referência à cidade que outrora lhe dera nome, que, no rescaldo da segunda guerra mundial, fora anexada pela União Soviética e vira os seus habitantes alemães expulsos e substituídos por russos. Referir-se a qualquer um dos territórios anexados pela União Soviética pelos seus nomes históricos alemães era absolutamente proibido na RDA. De forma anedótica, o prato recebeu também a designação jocosa de Revanchistenklopse.

## Preparação
As almôndegas são preparadas com carne picada de bovino (podendo, na ausência desta, também ser preparadas com carne de suíno), cebola, ovo, pimenta e anchovas, entre outros ingredientes possíveis, tais como pão ralado e vinho branco.
São depois cozinhadas em água e sal, sendo o caldo resultante misturado com molho roux, natas e gema de ovo. Em seguida, são adicionadas as alcaparras.
O prato é normalmente servido com batata cozida.